# Brian Farley
Henry Brian Farley (1 tháng 1 năm 1927 – 1962) là một cầu thủ bóng đá người Anh thi đấu cho Chelmsford City và Tottenham Hotspur.

## Sự nghiệp thi đấu
Farley bắt đầu sự nghiệp tại câu lạc bộ non-League Chelmsford City trước khi gia nhập Tottenham Hotspur vào tháng 7 năm 1949. Ông có 1 lần ra sân cho Lilywhites. Trận đấu đầu tiên và cũng là cuối cùng của ông cho Tottenham là trước Middlesbrough ngày 18 tháng 8 năm 1951 trên sân Ayresome Park. Trong màn lội ngược dòng 2-1, Farley ghi bàn phản lưới nhà 